# Dragan Đokanović

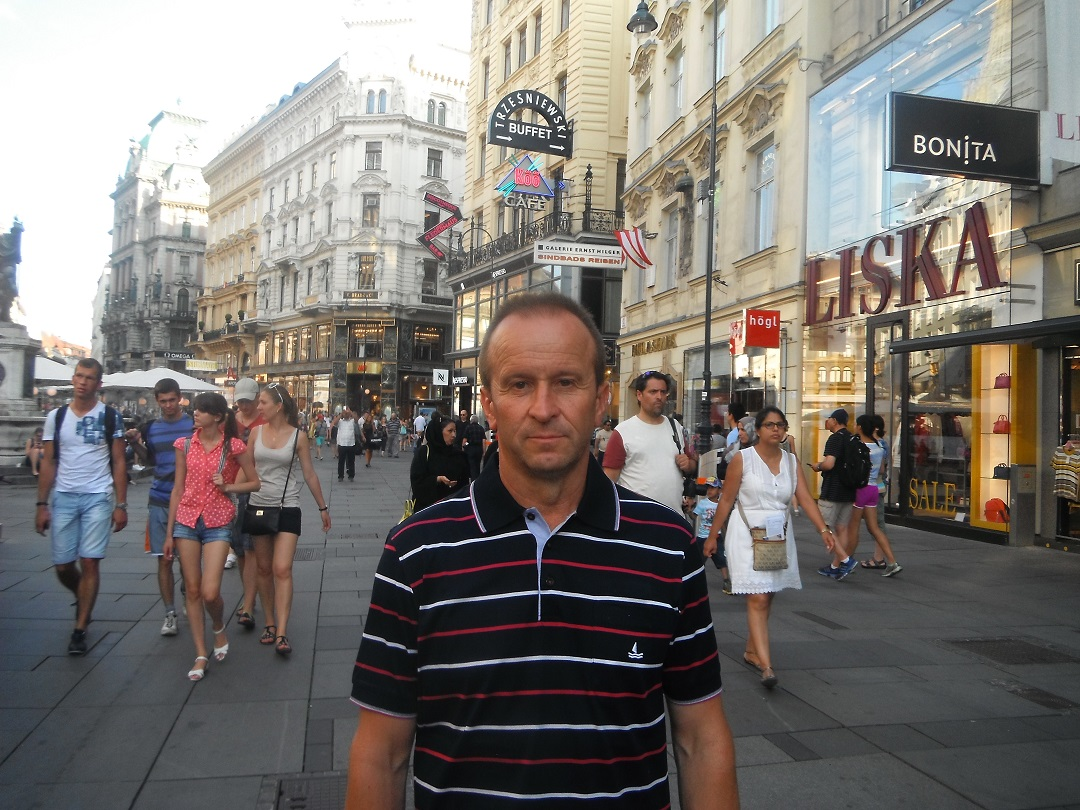
Dragan Djokanovic in Wien

Dragan Đokanović (* 20. April 1958 in Sarajevo; kyrillisch: Драган Ђокановић) ist ein bosnischer Politiker.

## Leben
Er gründete im Mai 1990 die Demokratische Partei der Föderalisten, deren Parteichef er war. 1991 bis 1993 war er Berater in der Präsidentschaftskanzlei in Pale. 1993 wurde er zum Minister für Kriegsopfer und -veteranen in die Regierung Karadžić berufen. Er trat noch im gleichen Jahr wieder zurück. Ende 2005 sagte Đokanović gegen Momčilo Krajišnik den früheren Sprecher der Nationalversammlung der Republika Srpska, und 2009 gegen „Stanišić – Župljanin“ in Den Haag aus. Đokanović tritt als unabhängiger Kandidat an, er möchte allerdings bei den nächsten Parlamentswahlen auf der Ebene von Bosnien-Herzegowina wieder mit seiner Partei antreten.

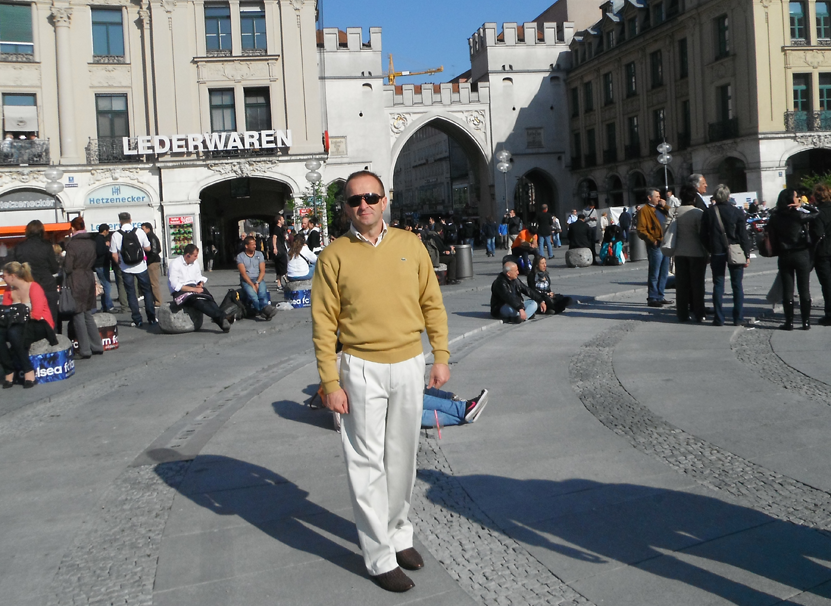
Dragan Đokanović in München